# Club Puebla 2012-2013

## Rosa
| N. |                        | Ruolo | Calciatore             |
| -- | ---------------------- | ----- | ---------------------- |
| 1  | Messico (bandiera)     | P     | Antonio Iriarte        |
| 2  | Uruguay (bandiera)     | D     | Jonathan Lacerda       |
| 3  | Messico (bandiera)     | D     | Jaime Durán            |
| 4  | Messico (bandiera)     | D     | Jesús Roberto Chávez   |
| 6  | Messico (bandiera)     | C     | Diego De Buen          |
| 7  | Messico (bandiera)     | C     | Luis Miguel Noriega    |
| 8  | Messico (bandiera)     | A     | Emmanuel Cerda         |
| 9  | Ecuador (bandiera)     | A     | Félix Borja            |
| 10 | Messico (bandiera)     | A     | Alberto Medina         |
| 13 | Messico (bandiera)     | D     | William Paredes        |
| 14 | Ecuador (bandiera)     | C     | Segundo Castillo       |
| 16 | Stati Uniti (bandiera) | D     | Michael Orozco Fiscal  |
| 18 | Messico (bandiera)     | A     | Brayan Martínez        |
| 19 | Messico (bandiera)     | A     | Isaac Romo             |
| 20 | Messico (bandiera)     | C     | Fernando Leonel Cortés |
| 21 | Messico (bandiera)     | C     | Efraín Dimayuga        |

| N. |                      | Ruolo | Calciatore            |
| -- | -------------------- | ----- | --------------------- |
| 22 | Argentina (bandiera) | A     | Matías Alustiza       |
| 23 | Messico (bandiera)   | P     | Víctor Hugo Hernández |
| 24 | Messico (bandiera)   | C     | Eduardo Arce          |
| 26 | Messico (bandiera)   | D     | Roberto Juárez        |
| 29 | Messico (bandiera)   | C     | Hiber Ruíz            |
| 30 | Messico (bandiera)   | C     | Eduardo Morodo        |
| 31 | Messico (bandiera)   | D     | Paris Pérez           |
| 33 | Messico (bandiera)   | P     | Alexandro Álvarez     |
| 36 | Messico (bandiera)   | A     | Rafael Ortiz          |
| 39 | Messico (bandiera)   | D     | Abraham Ruíz          |
| 45 | Messico (bandiera)   | C     | Pablo González        |
| 46 | Messico (bandiera)   | P     | Jesús Rodríguez       |
| 48 | Messico (bandiera)   | C     | Aldair Santana        |
|    | Brasile (bandiera)   | A     | Maicon Santos         |
|    | Ecuador (bandiera)   | A     | Marlon de Jesús       |
|    | Argentina (bandiera) | C     | Iván Bella            |